# Toxeumorpha megacephala
Toxeumorpha megacephala är en stekelart som först beskrevs av James Waterston 1915.  Toxeumorpha megacephala ingår i släktet Toxeumorpha och familjen puppglanssteklar. Inga underarter finns listade i Catalogue of Life.